# Miss Zulia (Venezuela)
El Miss Zulia es un concurso de belleza que se realiza en el Estado Zulia, y cuya finalidad es escoger la representante de este estado para el Miss Venezuela y para el Miss Venezuela Mundo entre (2013 y 2015) ; además para la participación de sus candidatas a nivel Internacional.
La organización Miss Zulia escoge cada Año a su representante, con mucha dedicación, de manera de poder resaltar la hermosura de sus Mises Zulianas, además de acentuar el nivel de su gente luchadora y persistente.

## Historia
Zulia es una de las mayores potencias en el Miss Venezuela, logró conseguir el Título de Miss Venezuela en Tres ocasiones, la primera zuliana en ser Miss Venezuela fue Neyla Moronta, Miss Venezuela 1974, después Carmen María Montiel ganaría el Miss Venezuela 1984, mientras que la tercera Miss Zulia en coronarse fue Mariángel Villasmil, Miss Venezuela 2020.

## Miss Zulia en el Miss Venezuela
La siguiente lista muestra todas las candidatas que han sido coronadas como Miss Zulia, y por ende, que han participado en el Miss Venezuela. Hasta el 2024, han sido coronadas 57 Zulianas como Reinas de la entidad.
Color Clave
- Ganador
- Finalistas
- Semi Finalistas

| Año  | Municipio                    | Candidata                                 | Edad                         | Ciudad / Pueblo              | Colocación                    | Premios                              |
| ---- | ---------------------------- | ----------------------------------------- | ---------------------------- | ---------------------------- | ----------------------------- | ------------------------------------ |
| 1955 |                              | Magaly Dupuy Ortega                       |                              |                              | No Figuró                     |                                      |
| 1956 |                              | Iris Rubio                                |                              |                              | No Figuró                     |                                      |
| 1957 |                              | Emma Luisa Quintana                       |                              |                              | No Figuró                     |                                      |
| 1958 | No Compitió                  | No Compitió                               | No Compitió                  | No Compitió                  | No Compitió                   | No Compitió                          |
| 1959 | No se celebró Miss Venezuela | No se celebró Miss Venezuela              | No se celebró Miss Venezuela | No se celebró Miss Venezuela | No se celebró Miss Venezuela  | No se celebró Miss Venezuela         |
| 1960 | No Compitió                  | No Compitió                               | No Compitió                  | No Compitió                  | No Compitió                   | No Compitió                          |
| 1961 |                              | Norma Nash                                |                              |                              | No Figuró                     |                                      |
| 1962 | No Compitió                  | No Compitió                               | No Compitió                  | No Compitió                  | No Compitió                   | No Compitió                          |
| 1963 |                              | Alba Marina González Pineda               |                              |                              | No Figuró                     |                                      |
| 1964 |                              | Lisla Silva Negrón                        |                              |                              | 3º Lugar (Miss Internacional) |                                      |
| 1965 |                              | Thamara Josefina Leal                     |                              |                              | 3º Lugar (Miss Internacional) | Miss Fotogénica                      |
| 1966 |                              | Yris Fuentes Adarmes                      |                              |                              | No Figuró                     |                                      |
| 1967 |                              | Ingrid Goecke Briceño                     |                              |                              | 3º Lugar (2.ª Finalista)      |                                      |
| 1968 |                              | Gloria Barboza Wulf                       |                              |                              | 4º Lugar (3.ª Finalista)      |                                      |
| 1969 |                              | Magaly Machado Méndez                     |                              |                              | No Figuró                     | Miss Simpatía                        |
| 1970 |                              | Ada Alcira Urdaneta Nava                  |                              |                              | No Figuró                     |                                      |
| 1971 | No Compitió                  | No Compitió                               | No Compitió                  | No Compitió                  | No Compitió                   | No Compitió                          |
| 1972 |                              | Gloria León                               |                              |                              | No Figuró                     | Miss Amistad                         |
| 1973 | Cabimas                      | Edicta de los Ángeles García Oporto       |                              | Cabimas                      | 2º Lugar (Miss Mundo)         |                                      |
| 1974 | Cabimas                      | Neyla Chiquinquira Moronta Sangronis      | 20                           | Cabimas                      | Miss Venezuela 1974           | Miss Fotogénica                      |
| 1975 |                              | Ligia María Barboza Krueger               |                              |                              | No Figuró                     |                                      |
| 1976 |                              | Leida Adrianza                            |                              |                              | No Figuró                     |                                      |
| 1977 | Maracaibo                    | Isbelia Belloso Leyba                     |                              | Maracaibo                    | 5º Lugar (4.ª Finalista)      |                                      |
| 1978 |                              | Isabel Martínez                           |                              |                              | No Figuró                     | Miss Amistad                         |
| 1979 |                              | Nirza Josefina "Nilza" Moronta Sangronis  |                              |                              | 4º Lugar (3.ª Finalista)      | Miss Amistad                         |
| 1980 |                              | Soraya Nava Bravo                         |                              |                              | No Figuró                     |                                      |
| 1981 | Maracaibo                    | Ana Verónica Muñoz Blum                   |                              | Maracaibo                    | 5º Lugar (4.ª Finalista)      |                                      |
| 1982 |                              | Mirian Gisela Rojas                       |                              |                              | No Figuró                     |                                      |
| 1983 |                              | Susana Cavazza Castellano                 |                              |                              | No Figuró                     |                                      |
| 1984 | Maracaibo                    | Carmen María Montiel Ávila                | 19                           | Maracaibo                    | Miss Venezuela 1984           |                                      |
| 1985 |                              | Rosalina Méndez Semeco                    |                              |                              | No Figuró                     |                                      |
| 1986 | Maracaibo                    | María Begoña Juaristi Mateo               | 17                           | Maracaibo                    | 2º Lugar (Miss Mundo)         |                                      |
| 1987 |                              | Claudia Ada Magno Fuenmayor               |                              |                              | No Figuró                     |                                      |
| 1988 |                              | Maribel Colina                            | 19                           |                              | No Figuró                     |                                      |
| 1989 | Maracaibo                    | Michelle de Lourdes Chilberry Palanqué    | 20                           | Maracaibo                    | 6º Lugar (1.ª Finalista)      |                                      |
| 1990 | Maracaibo                    | María Chiquinquirá Delgado Díaz           | 17                           | Maracaibo                    | 4º Lugar (Miss Flower Queen)  |                                      |
| 1991 | Maracaibo                    | Ninibeth Beatriz Leal Jiménez             | 19                           | Maracaibo                    | 2º Lugar (Miss Mundo)         |                                      |
| 1992 | Maracaibo                    | Nelitza Rosa León Ramos                   |                              | Maracaibo                    | 4º Lugar (1.ª Finalista)      | Ojos Más Lindos                      |
| 1993 | Maracaibo                    | Fabiola de los Ángeles Martínez Benavides | 21                           | Maracaibo                    | No Figuró                     |                                      |
| 1994 | Maracaibo                    | Yoseani Miglenis Finol Leidenz            | 19                           | Maracaibo                    | 5º Lugar (2.ª Finalista)      |                                      |
| 1995 | Maracaibo                    | Anielska Josefina Montiel Reverol         | 21                           | Maracaibo                    | No Figuró                     |                                      |
| 1996 | Maracaibo                    | Lorena Franceschi Valconi                 | 23                           | Maracaibo                    | 5º Lugar (1.ª Finalista)      |                                      |
| 1997 | Maracaibo                    | Patricia Fuenmayor Hernández              | 19                           | Maracaibo                    | Top 8                         |                                      |
| 1998 | Maracaibo                    | Cinzia Cristina Coletta Mantecón          | 24                           | Maracaibo                    | Top 10                        |                                      |
| 1999 | Maracaibo                    | Yelitza Del Pilar Vásquez Moreno          | 21                           | Maracaibo                    | No Figuró                     |                                      |
| 2000 | Maracaibo                    | Cecilia Villegas Arteaga                  | 24                           | Maracaibo                    | Top 10                        |                                      |
| 2001 | Maracaibo                    | Apmery Loris León Ocando                  | 21                           | Maracaibo                    | No Figuró                     |                                      |
| 2002 | Maracaibo                    | Ana Graciela Quintero Nava                | 20                           | Maracaibo                    | 5º Lugar (4.ª Finalista)      |                                      |
| 2003 | Maracaibo                    | Joana Carolina Cufiño Estrada             | 19                           | Maracaibo                    | No Figuró                     |                                      |
| 2004 | Maracaibo                    | Anabel Cristina Montiel Galuppo           | 20                           | Maracaibo                    | Top 10                        |                                      |
| 2005 | Maracaibo                    | Alejandra Pérez                           | 20                           | Maracaibo                    | Top 10                        |                                      |
| 2006 | Maracaibo                    | Paola Andreína Gómez Gudiño               | 18                           | Maracaibo                    | No Figuró                     |                                      |
| 2007 | Maracaibo                    | Laura Andreína Montero Ferrer             | 19                           | Maracaibo                    | No Figuró                     |                                      |
| 2008 | Maracaibo                    | Gabriela Alexandra Fernández Ocanto       | 22                           | Maracaibo                    | No Figuró                     |                                      |
| 2009 | Maracaibo                    | Adriana Cristina Vasini Sánchez           | 22                           | Maracaibo                    | 2º Lugar (Miss Mundo)         | Internet y Diva                      |
| 2010 | Maracaibo                    | Estefani Carolina Araújo Cano             | 17                           | Maracaibo                    | Top 10                        | Vestidos de Gala                     |
| 2011 | Maracaibo                    | María Gabriela Criollo Muntaner           | 22                           | Maracaibo                    | Top 10                        | Miss Interactiva                     |
| 2012 | Cabimas                      | Noedy Carolina Olivares Gómez             | 19                           | Cabimas                      | No Figuró                     | Miss Personalidad                    |
| 2013 | Baralt                       | Everliany Alicia Ontiveros Medina         | 22                           | Mene Grande                  | No Figuró                     | Miss Glamour y Vestidos de Gala      |
| 2014 | Maracaibo                    | Erika María Pinto Sierra                  | 23                           | Maracaibo                    | 5º Lugar (2.ª Finalista)      | Miss Fitness                         |
| 2015 | San Francisco                | Yeniffer Rossana González Molero          | 22                           | San Francisco                | Top 10                        | Piernas de Venus                     |
| 2016 | Cabimas                      | Raymar Lisett Valbuena Cardozo            | 21                           | Cabimas                      | No Figuró                     | Miss Interactiva                     |
| 2017 | Maracaibo                    | Mariángele Galbán Rosales                 | 20                           | Maracaibo                    | No Figuró                     | Miss Elegancia                       |
| 2018 | Estado Nueva Esparta         | María Eugenia Penoth Hernández            | 24                           | Porlamar                     | Top 10                        |                                      |
| 2019 | Maracaibo                    | Melissa Ester Jiménez Guevara             | 20                           | Maracaibo                    | 2º Lugar (Miss Internacional) | Mejor Cabello                        |
| 2020 | Lagunillas                   | Mariángel Villasmil Arteaga               | 24                           | Ciudad Ojeda                 | Miss Venezuela 2020           |                                      |
| 2021 | Maracaibo                    | Daniela Andreína Albarrán Sandoval        | 21                           | Maracaibo                    | No Figuró                     |                                      |
| 2022 | Maracaibo                    | Carla Valeria Romero Chirinos             | 21                           | Maracaibo                    | No Figuró                     |                                      |
| 2023 | Maracaibo                    | Flor Sarahy «Sara» Jordán Vílchez         | 28                           | Maracaibo                    | No Figuró                     |                                      |
| 2024 | Guajira                      | María de los Ángeles Peinado Vásquez      | 25                           | Paraguaipoa                  | Top 10                        | Miss Siempre Original y Mejor Diseño |

## Miss Municipio San Francisco
A pesar de que ya existía una banda de Miss Zulia, algunas candidatas portaron la Banda del Municipio San Francisco (entidad que pertenece al Estado Zulia); participó solo en dos ediciones: entre 1997 y 1998.
Color Clave
- Ganador
- Finalistas
- Semi Finalistas

| Año  | Candidata                      | Edad | Procedencia | Colocación | Premios |
| ---- | ------------------------------ | ---- | ----------- | ---------- | ------- |
| 1997 | Andrea Gabriela Garay Carroz   | 17   | Maracaibo   | No Figuró  |         |
| 1998 | Keyla Carolina Medina Martínez | 19   | Maracaibo   | No Figuró  |         |

## Miss Maracaibo
A pesar de que ya existía una banda de Miss Zulia, una candidata portó la Banda de la ciudad de Maracaibo (capital del estado Zulia); participó solo en 1956.
Nota: Cabe destacar que, a diferencia de San Francisco, Maracaibo compitió como ciudad y no como municipio.
Color Clave
- Ganador
- Finalistas
- Semi Finalistas

| Año  | Candidata             | Edad | Procedencia | Colocación | Premios |
| ---- | --------------------- | ---- | ----------- | ---------- | ------- |
| 1956 | Lady Josefina Andrade |      | Maracaibo   | No Figuró  |         |